# ジョン・カーマイケル (第3代ハインドフォード伯爵)

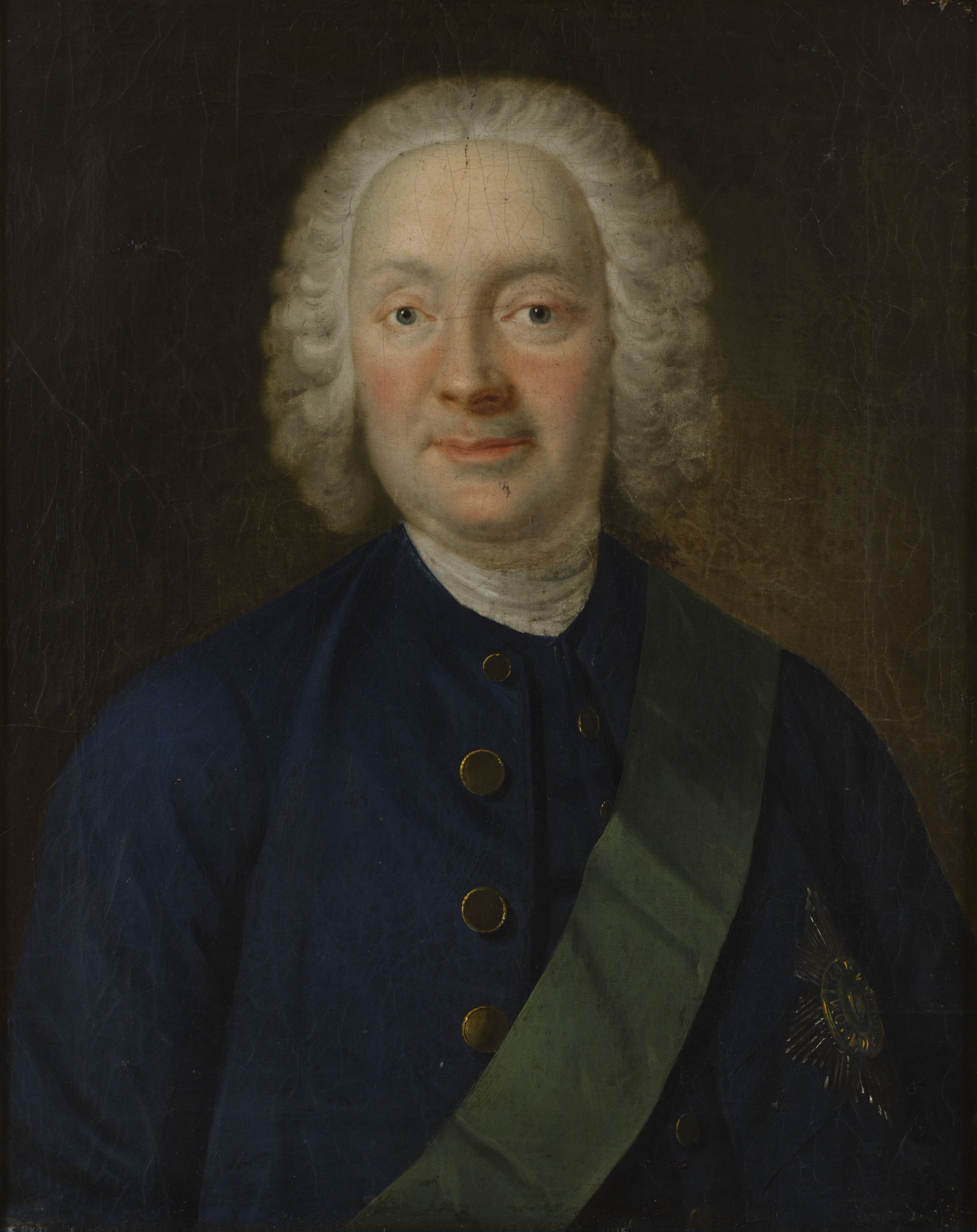
コスモ・アレクサンダーによる肖像画、1750年頃。

第3代ハインドフォード伯爵ジョン・カーマイケル（英語: John Carmichael, 3rd Earl of Hyndford PC KT、1701年3月15日 – 1767年7月19日）は、グレートブリテン王国の貴族、外交官。1710年から1737年までイングリスベリー子爵の儀礼称号を使用した。

## 生涯
第2代ハインドフォード伯爵ジェームズ・カーマイケルとエリザベス・メイトランド（第5代ローダーデイル伯爵ジョン・メイトランドの娘）の息子として、1701年3月15日にエディンバラで生まれた。第3近衛歩兵連隊に入隊し、1733年に大尉に昇進した。1737年8月10日にハインドフォード伯爵の爵位を継承した後、1738年3月14日にスコットランド貴族代表議員に選出され（以降1741年、1747年、1754年、1761年に再選）、1739年と1740年にスコットランド教会総会への勅使を務めた。
1741年にプロイセン王フリードリヒ2世がシュレージエンに侵攻（第一次シュレージエン戦争）すると、ハインドフォード伯爵はプロイセン駐在イギリス特命全権公使としてフリードリヒ2世とオーストリアのマリア・テレジアの調停に派遣され、1742年6月11日のブレスラウ条約締結にこぎつけることに成功した。この功績により、ハインドフォード伯爵は1742年8月29日にシャルロッテンブルクでシッスル勲章を授与された。続いて1744年にロシア帝国に派遣され、交渉を通じてオーストリア継承戦争の講和条約であるアーヘンの和約の締結を早めることに成功した。その後、1749年10月8日にモスクワを離れて帰国、1750年3月29日に枢密顧問官と寝室侍従に任命された。1752年にウィーンに派遣され、1764年に帰国するとスコットランド副提督に任命され、以降はラナークシャーの領地で過ごした。
1767年7月19日に死去、唯一の男子が夭折したためいとこのジョンが爵位を継承した。

## 家族
第3代ハインドフォード伯爵は2度結婚した。1度目の結婚相手はサー・クラウズリー・ショヴェルの娘エリザベスで、2人の間には夭折した1男しか儲けなかった。2度目の結婚相手はジーン・ヴィガー（Jean Vigor、ベンジャミン・ヴィガーの娘）であり、2人の間に子供はいなかった。